# Amenucourt
Amenucourt ist eine französische Gemeinde mit 208 Einwohnern (Stand 1. Januar 2022) im Département Val-d’Oise in der Region Île-de-France. Die Bewohner nennen sich Amenucourtois.

## Geografie
Der Ort befindet sich im Tal der Epte ganz im Westen des Départements Val-d’Oise an der Grenze zum Département Eure, 40 Kilometer nordwestlich von Pontoise. Das Gemeindegebiet gehört zum Regionalen Naturpark Vexin français.
Umgeben wird Amenucourt von den sieben Nachbargemeinden:
| Bus-Saint-Rémy                    | Bray-et-Lû                                  | Chaussy        |
| Gasny, Vexin-sur-Epte mit Fourges | Kompassrose, die auf Nachbargemeinden zeigt | Chérence       |
|                                   |                                             | La Roche-Guyon |

## Geschichte
Aufgefundene bearbeitete Feuersteine aus der Vorgeschichte bezeugen eine frühe Besiedlung.
Während des Ancien Régime gehörte der Ort zum Herzogtum von La Roche-Guyon.

## Bevölkerungsentwicklung
| Jahr      | 1962 | 1968 | 1975 | 1982 | 1990 | 1999 | 2007 | 2021 |
| --------- | ---- | ---- | ---- | ---- | ---- | ---- | ---- | ---- |
| Einwohner | 131  | 127  | 128  | 127  | 170  | 173  | 183  | 207  |

## Sehenswürdigkeiten
- Kirche Saint-Léger[1], erbaut im 12. Jahrhundert (Monument historique)
- Taubenhaus aus dem 18. Jahrhundert